# Geopark Rocca di Cerere
Der Geopark Rocca di Cerere liegt in der italienischen Region Sizilien. Seit 2004 war er Bestandteil des Global Geoparks Network, 2015 wurde er ein UNESCO Global Geopark mit der Bezeichnung Rocca di Cerere UNESCO Global Geopark.

## Lage
Der Geopark befindet sich im Zentrum der Insel im Gebiet der Monti Erei im Südteil des Freien Gemeindekonsortiums Enna. Er umfasst die Gemeindegebiete von Aidone, Assoro, Calascibetta, Enna, Leonforte, Nissoria, Piazza Armerina, Valguarnera Caropepe und Villarosa. Mit einer Fläche von 1298 Quadratkilometern belegt er etwa die Hälfte des Freien Gemeindekonsortiums.
In dem Gebiet des Geoparks liegen die Naturschutzgebiete Lago di Pergusa, Monte Altesina, Rossomanno-Grottascura-Bellia und Monte Capodarso e Valle dell’Imera, die Weltkulturerbestätte Villa Romana del Casale bei Piazza Armerina und die Ausgrabungsstätte Morgantina bei Aidone.

## Beschreibung

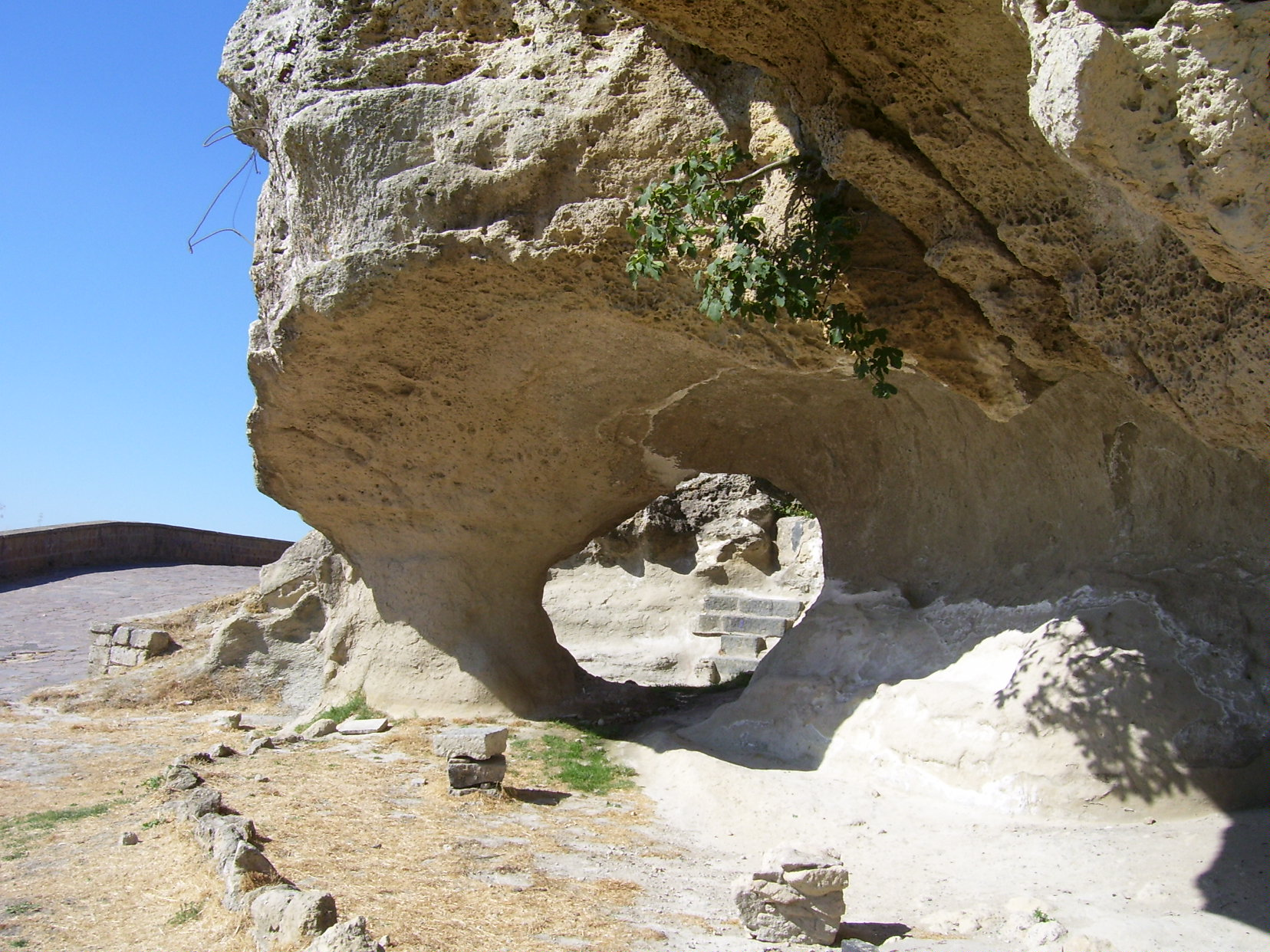
Felsentor an der Rocca di Cerere

Benannt ist der Geopark nach der Rocca di Cerere (Ceres-Felsen), einem Felsen in Enna. Dort stand in der Antike ein Heiligtum der griechischen Göttin Demeter, die in der römischen Mythologie Ceres (italienisch Cerere) genannt wurde. Auch wenn der Felsen nur eines der hervorgehobenen Einzelobjekte des Geoparks ist, steht er stellvertretend für die gesamte Region, weil Enna ein Zentrum des Demeterkultes war, der sich von dort aus in Zentralsizilien verbreitete. So soll der örtlichen Überlieferung nach der Lago di Pergusa der blumenumwachsene See gewesen sein, den Demeter für ihre Tochter Persephone schuf. Ovid nennt den See auch als den Ort, von dem aus Hades Persephone entführt hat.
Der Geopark  liegt im Wesentlichen auf einer Gips-Schwefel-Hochebene, aus der Sandsteinberge herausragen. An dieser Stelle kollidieren die Afrikanische Platte und die Eurasische Platte miteinander. Die Gips- und Schwefelvorkommen der Region wurden vor etwa 5 bis 6 Millionen Jahren am Ende des Miozäns während der Messinischen Salinitätskrise abgelagert, als das Mittelmeer zumindest teilweise ausgetrocknet war.
Das Gebiet ist seit der Altsteinzeit besiedelt und war bereits in prähistorischer Zeit ein wichtiger Abbauort für Salze und Schwefel. Bereits in der Bronzezeit wurde Schwefel in das gesamte Mittelmeergebiet exportiert. Vom Schwefelbergbau in Sizilien, der 1914 fast 80 % der gesamten Weltproduktion ausmachte, zeugt unter anderem der Bergbaupark Floristella-Grottacalda, der zu den bedeutendsten Orten der Industriearchäologie in Süditalien zählt.